# غونتر بلومنترت
هو ضابط ألماني (10 فبراير 1892 - 12 اوكتوبر 1962) كان ضابطا في الحرب العالمية الأولى وضابط اركان في جمهورية فيمار
و خدم كجنرال في العهد النازي, وكان معظم عمله في الجبهة الغربية وو اُعطيت له فيالق لقيادتها.
شارك في حملة غزو بولندا وغزو فرنسا وكذلك في عملية بارباروسا (غزو الاتحاد السوفيتي), وتم تحميله مسؤولية حائط
الاطلنطي والنورماندي.

## نشأته
ولد في ميونيخ, كان أبوه مخطط مدن ومستشار خاص, تزوج ماتيلدا شولمير ولديه طفلين منها, كان مغاير لغيرد فون رونتشتيت
حيثص كان بافارياً وكاثوليكي بينما كان رونتشتيت بروسي وبروتستانتي.

## بداياته العسكرية
التحق بالجيش الألماني في عام 1911, واشترك في الحرب العالمية الأولى في فوج المشاة الثالث, ثم رُفي لى ملازم ثاني وأول فوج
تسلم قيادته كان في 20 فبراير 1919، قضى غالبية خدمته في الحرب العالمية الأولى في الجبهة الشرقية في بروسيا وخدم عام 1914
على الجبهة الفرنسية والبلجيكية.

## الحرب العالمية الثانية
في 7 مايو 1939 قدم خطة لغزو بولندا, في هذا الوقت عُيَّن في القيادة العليا للجيش الألماني OKH وشكل مع غيرد فون رونتشتيت ومانشتاين فريق عمل لتطوير خطة الغزو.
عام 1940 كضابط عمليات في مجموعة الجيش ِA أيضاً تحت قيادة الفيلد مارشال غيرد فون رونتشتيت شارك في خطة غزو فرنسا مع مانشتاين
و هينينخ فون ترسكو.
في عام 1941 شارك في عملية غزو الاتحاد السوفيتي تحت قيادة الجنرال غونثر فون كلوج

## محاكمات نورنبرغ
في محاكمات نورمبرغ كتب قسم خطي ولم يدخل السجن, وشارك في إعادة تسليح ألمانيا خلال الحرب الباردة وتطوير جيش ألماني حديث.

## روابط خارجية
- غونتر بلومنترت على موقع مونزينجر (الألمانية)